# Jeremy Steig
Jeremy Steig (New York, 23 settembre 1942 – Yokohama, 13 aprile 2016) è stato un compositore e flautista statunitense jazz.

## Biografia
Nasce a New York, figlio del grafico e scrittore William Steig e da Elizabeth (Mead) Steig, capo del dipartimento di belle arti al Lesley College. Dopo aver fatto parte del jazz più tradizionale, suonando assieme, tra i tanti, a Bill Evans, alla fine degli anni 60 inizio anni 70 incide diversi dischi di jazz rock.

## Discografia

### Come leader
- 1963: Flute Fever (Columbia con Denny Zeitlin)
- 1968: Jeremy & The Satyrs (Reprise/Warner Bros.)
- 1969: What’s New (Verve; with Bill Evans Trio)
- 1969: Jazz Wave, Ltd. - On Tour [live] (Blue Note) 2LP
- 1969: This Is Jeremy Steig (Solid State)
- 1970: Legwork (Solid State)
- 1970: Wayfaring Stranger (Blue Note)
- 1970: Energy (Capitol; con Jan Hammer, Eddie Gómez, Gene Perla, Don Alias)
- 1971: An Open Heart - Warriors Of The Rainbow (
- 1971: Portrait (United Artists)
- 1972: Fusion (Groove Merchant) 2LP
- 1973: Mama Kuku [live] (MPS)
- 1974: Flute Summit - Jamming At Donaueschingen Music Festival (Atlantic; con James Moody, Sahib Shihab, Chris Hinze)
- 1974: Monium (Columbia)
- 1975: Temple Of Birth (Columbia)
- 1976: Leaving (Trio Records [Japanese import]; Storyville)
- 1976: Outlaws [live] (Inner City, Enja; con Eddie Gómez)
- 1977: Firefly (CTI)
- 1978: Lend Me Your Ears (CMP; with Eddie Gómez, Joe Chambers)
- 1979: Music For Flute & Double-Bass (CMP; with Eddie Gómez)
- 1980: Rain Forest (CMP; with Eddie Gómez)
- 1987: Something Else (Denon [Japanese import])
- 1992: Jigsaw (Triloka)
- 2002: What's New at F (Tokuma [Japanese import]; with Eddie Gómez Quartet)
- 2003: Jam (Steig-Gomez Records; with Eddie Gómez)
- 2004: Improvised (Moonbeams Records)
- 2005: Flute On The Edge (Steig Music Company)
- 2007: Pterodactyl (Steig Music Company)
- 2008: Howlin' For Judy (Blue Note; "Rare Grooves" series)

### Come sideman
Con Walter Bishop, Jr. Trio
- Illumination (Denon Records, 1977)

Con Tommy Bolin
- From The Archives - Vol. 1 (Rhino Records, 1996)
- From The Archives - Volume 2 (Zebra Records, 1998)

Con Hank Crawford
- Hank Crawford's Back (Kudu, 1976)
- Tico Rico (Kudu/CTI, 1977)

Con Art Farmer
- Crawl Space (CTI, 1977)

Con Urbie Green
- The Fox (CTI, 1976)

Con Mike Mainieri
- Journey Thru an Electric Tube (Solid State, 1968)

Con Idris Muhammad
- Turn This Mutha Out (Kudu/CTI, 1977)
- Boogie To The Top (Kudu/CTI, 1978)

Con Lalo Schifrin
- Towering Toccata (CTI, 1976)

Con Johnny Winter
- Still Alive and Well (Columbia, 1973)
- Saints & Sinners (Columbia, 1974)

Con Paul Winter Sextet
- Jazz Meets The Folk Song (Columbia, 1964)

Con Montreal
- A Summer's Night (Stormy Forest, 1970)